# North (album de Mary Dillon)
Pour les articles homonymes, voir North.
North est le premier album studio solo de Mary Dillon, à paraître en 2013.

## Titres
| No  | Titre                      | Durée |
| --- | -------------------------- | ----- |
| 1.  | When A Man’s In Love       |       |
| 2.  | Ballyronan Maid            |       |
| 3.  | The Boatman                |       |
| 4.  | The Banks of Claudy        |       |
| 5.  | Edward On Lough Erne Shore |       |
| 6.  | Bleacher Boy               |       |
| 7.  | John Condon                |       |
| 8.  | Knocknashee                |       |
| 9.  | The Month of January       |       |
| 10. | Ard Tí Chuain              |       |